# Fortín de la Tenería
Punto extramuros de la Ciudad de Monterrey, Nuevo León localizado al noreste de esta ciudad, sirvió como fortín de defensa contra la invasión estadounidense. Este fortín fue considerado como uno de los reductos más importantes de defensa, este fortín consistía de cuatro cañones y una guarnición de 310 soldados, sin plataformas de madera.

## Defensɑ
La defensa estuvo a cargo del general Francisco Mejía y defendido por José María Carrasco y Juan Espejo, la artillería estuvo a cargo del Capitán Jacinto Domínguez con los Subtenientes Agustín Espinosa y Manuel Balbontín.

## Asalto al fortín
La defensa en el Fortín de la Tenería fue reñida según testimonios del invasor, recogidos posteriormente por José María Roa Bárcena en sus Recuerdos, en el ataque a este fortín la mayor parte del Batallón de Maryland y el de los Voluntarios de Columbia, habían abandonado sus banderas y huido hasta ponerse fuera de tiro. Las cargas sobre cualquier punto que les parecía vulnerable "sólo causaban mayor estrago y mortandad [...]" y obligaban la retirada para refugiarse en las calles inmediatas. Jinetes y caballos de la batería de Braxton Bragg "caían bajo el fuego de fusilería de los parapetos". Tal era el desconcierto que un cuerpo estadounidense de lanceros, atravesando sementeras, atacó a los mismos suyos cargando sobre dos de las compañías de Garland, matándole varios oficiales y soldados, "e hizo huir al resto en confusión hacia el grueso de la columna". 
Un rasgo de debilidad, sin embargo, obró en su contra el fortín resistió a los estadounidenses en dos ocasiones el 21 de septiembre de 1846, pero la tercera embestida terminó con la resistencia mexicana ya que la falta de munición por lo prolongado de la batalla motivó al combate con bayoneta, pecho a pecho con el enemigo, costándole un gran número de bajas a los estadounidenses.
Es en este lugar donde se crea una fosa común tanto para los soldados invasores como para civiles y soldados defensores caídos en la batalla.
En el combate que se efectuó en el Fortín de la Tenería aparece un episodio de leyenda donde una heroína sin bando recorre el campo de batalla para atender a los heridos, hasta ser detenida por una bala perdida que la siembra para siempre entre una tierra que lo mismo recoge a caídos extranjeros o nacionales, esta heroína se le conoce como la Doncella de Monterrey.